# 第340步兵師 (德國國防軍)
德國國防軍陸軍第340步兵師（德語：340. Infanterie-Division）是納粹德國國防軍陸軍的一個步兵師。該師於1940年11月組建。
該師組建後，在法國駐紮。1942年5月，該師調往東線，此後一直在當地作戰。
該師於1944年8月解散，同年9月重建，並改編為第340國民擲彈兵師（德語：340. Volksgrenadier-Division），該師改編後，調往西線作戰。
該師最後於1945年4月在魯爾口袋被殲。

## 註腳
1. ↑  Mitcham（2007年）